# Фрасинету (Олт)
Фрасинету (рум. Frăsinetu) насеље је у Румунији у округу Олт у општини Добрословени. Oпштина се налази на надморској висини од 114 m.

## Становништво
Према подацима из 2002. године у насељу је живело 510 становника, од којих су сви румунске националности.